# Gilliam County
Gilliam County är ett administrativt område i delstaten Oregon, USA. År 2010 hade countyt 1 871 invånare. Den administrativa huvudorten (county seat) är Condon. 

## Geografi
Enligt United States Census Bureau har countyt en total area på 3 168 km². 3 119 km² av den arean är land och 49 km² är vatten.

### Angränsande countyn
- Sherman County - väst
- Wasco County - sydväst
- Wheeler County - syd
- Morrow County - öst
- Klickitat County, Washington - nord

### Orter

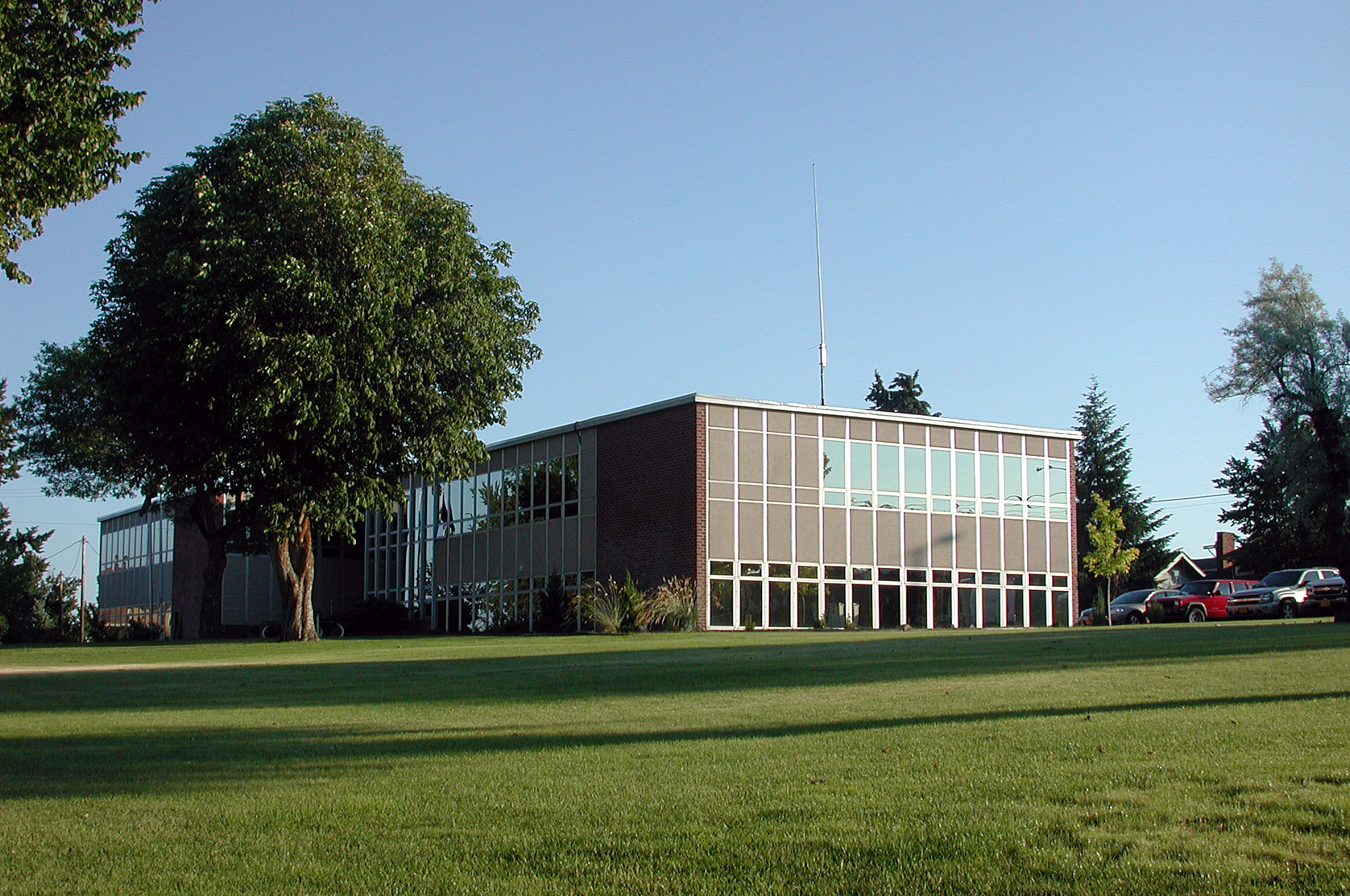
Gilliam County Courthouse i Condon.

- Arlington
- Condon (huvudort)
- Lonerock